# Origma
Genre
Origma est un genre d'oiseaux de la famille des Acanthizidae, originaire d'Australie et de Nouvelle-Guinée.

## Liste des espèces
Selon la classification de référence du Congrès ornithologique international (septembre 2023) :
- Origma solitaria 	(Lewin, 1808) - Origma des rochers ;
- Origma murina (Sclater, PL, 1858) - Séricorne fauve ;
- Origma robusta (De Vis, 1898) - Séricorne robuste.

## Galerie

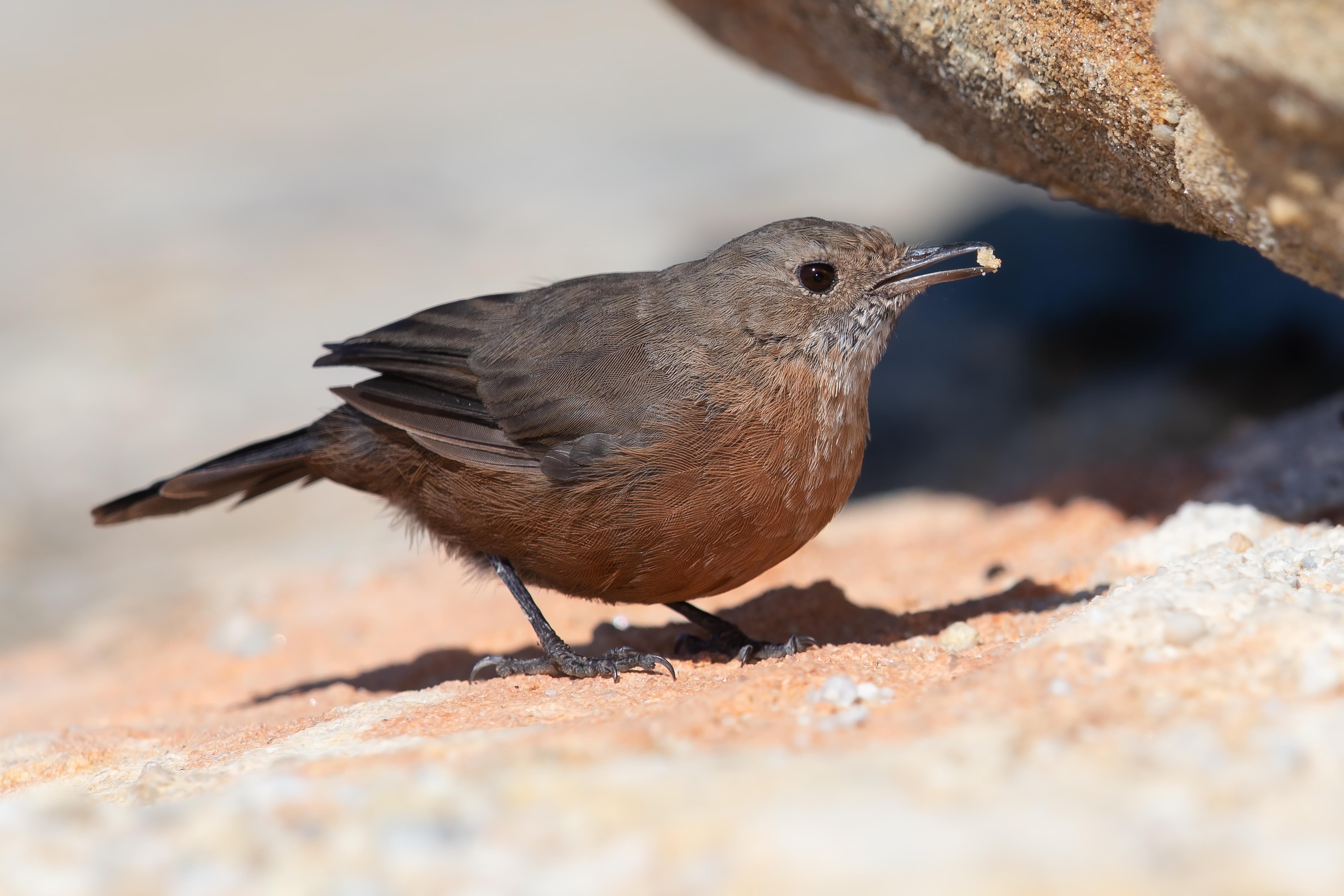
Origma solitaria.
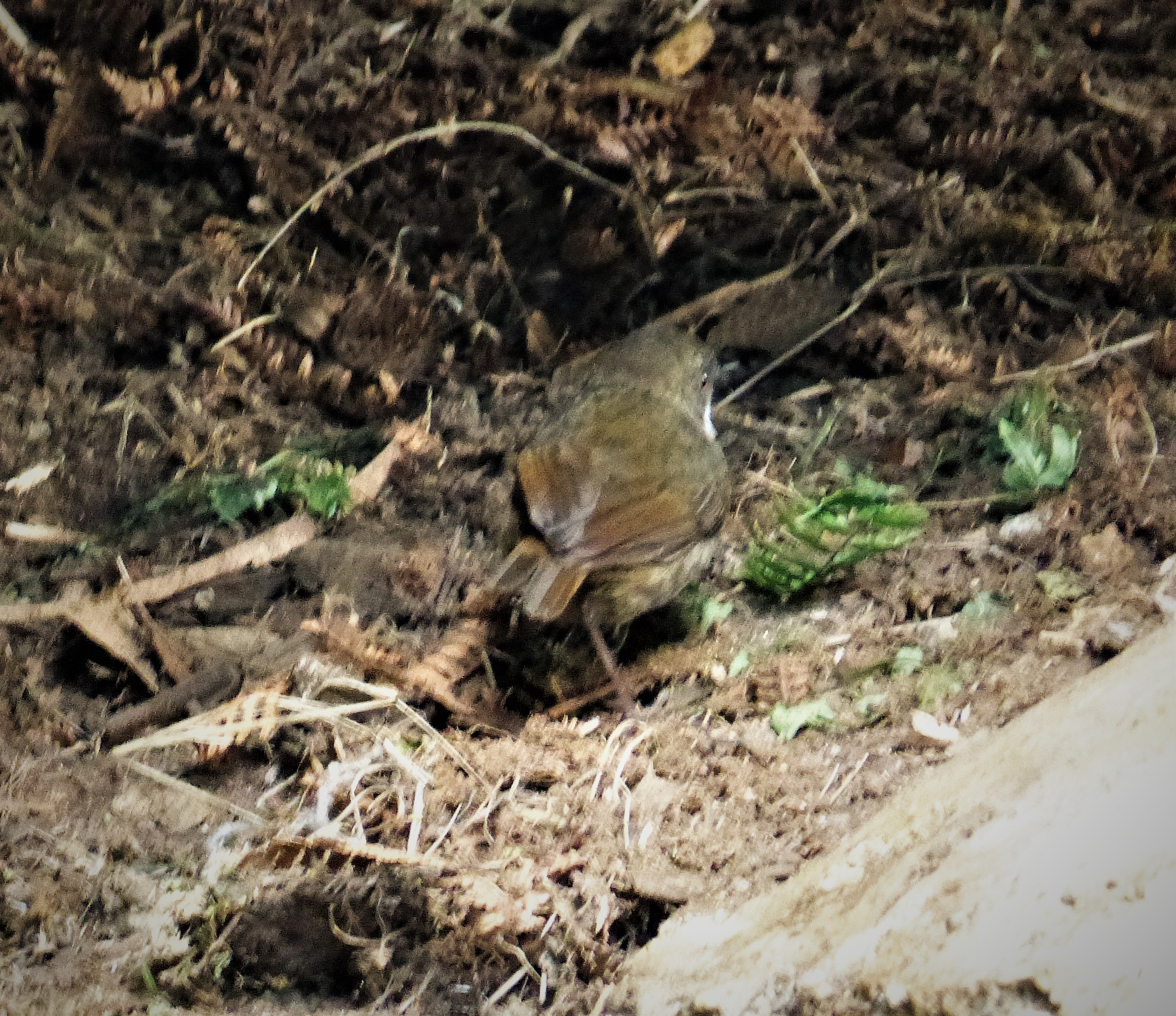
Origma robusta.

## Classification
Le nom valide complet (avec auteur) de ce taxon est Origma Gould, 1838.
Origma a pour synonymes :
- Origmella Mathews, 1913
- Orygma Agassiz, 1846 - invalide car préoccupé par le genre de diptères Orygma Meigen, 1830